# La Font de la Figuera
La Font de la Figuera (spanisch Fuente la Higuera) ist eine Gemeinde mit 2.043 Einwohnern (Stand: 2024) in der spanischen Provinz Valencia. Sie befindet sich in der Comarca La Costera.

## Geografie
La Font de la Figuera liegt etwa 85 Kilometer südsüdwestlich von Valencia in einer Höhe von ca. 555 m. Von der Autovía A-35 geht hier die Autovía A-33 ab. Im Gemeindegebiet liegt der Flugplatz La Font de la Figuera.

## Demografie
| 1900 | 1930 | 1950 | 1970 | 1981 | 1991 | 2001 | 2011 | 2021 |
| ---- | ---- | ---- | ---- | ---- | ---- | ---- | ---- | ---- |
| 4046 | 3428 | 3439 | 2571 | 2208 | 2221 | 2108 | 2234 | 2025 |

## Sehenswürdigkeiten
- Kirche Mariä Geburt (Iglesia de la Natividad de la Virgen), 1737 erbaut
- Barbarakapelle aus dem 16. Jahrhundert
- Sebastianuskapelle aus dem 16. Jahrhundert
- Heimatmuseum

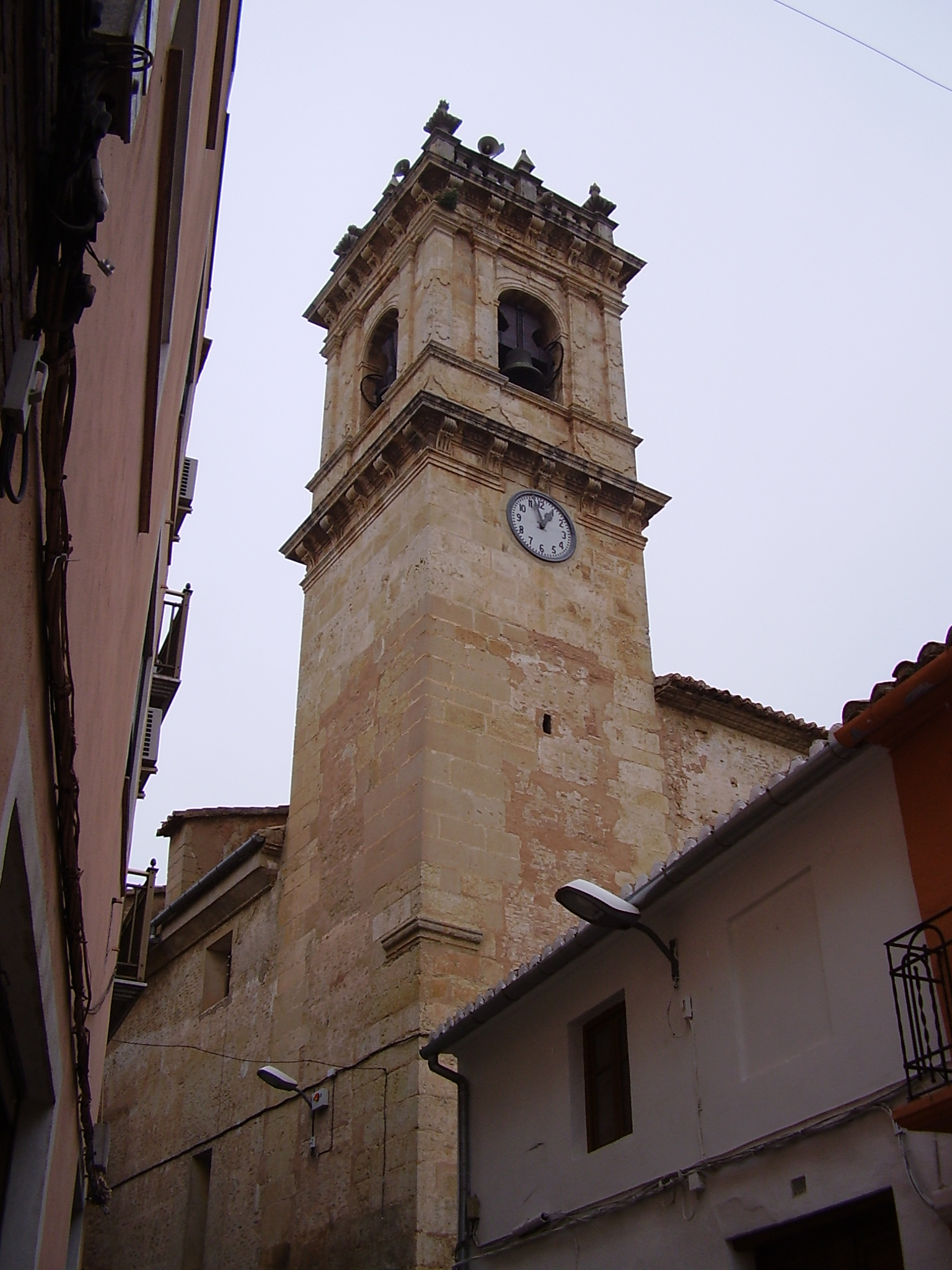
Kirche Mariä Geburt
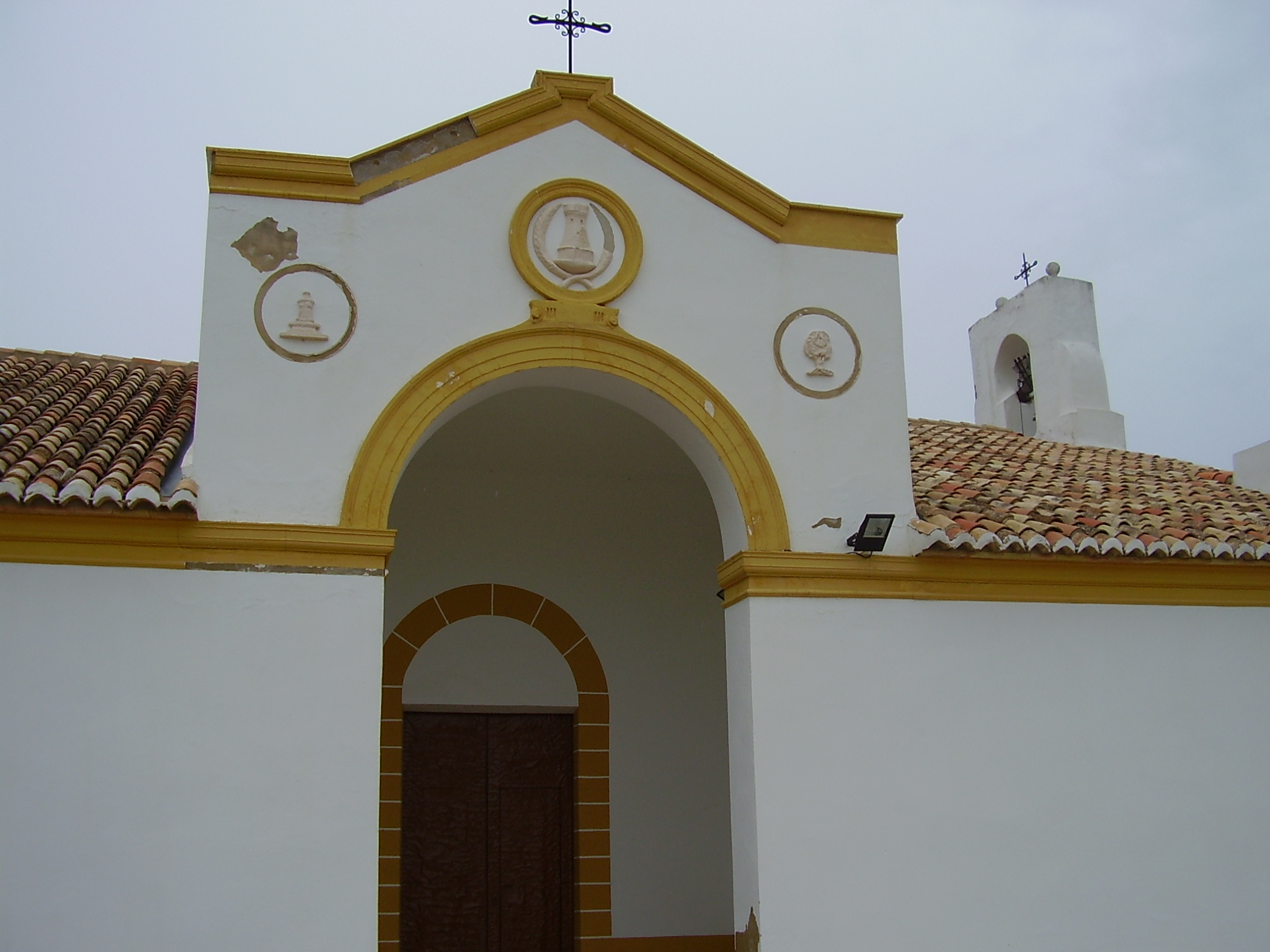
Barbarakapelle
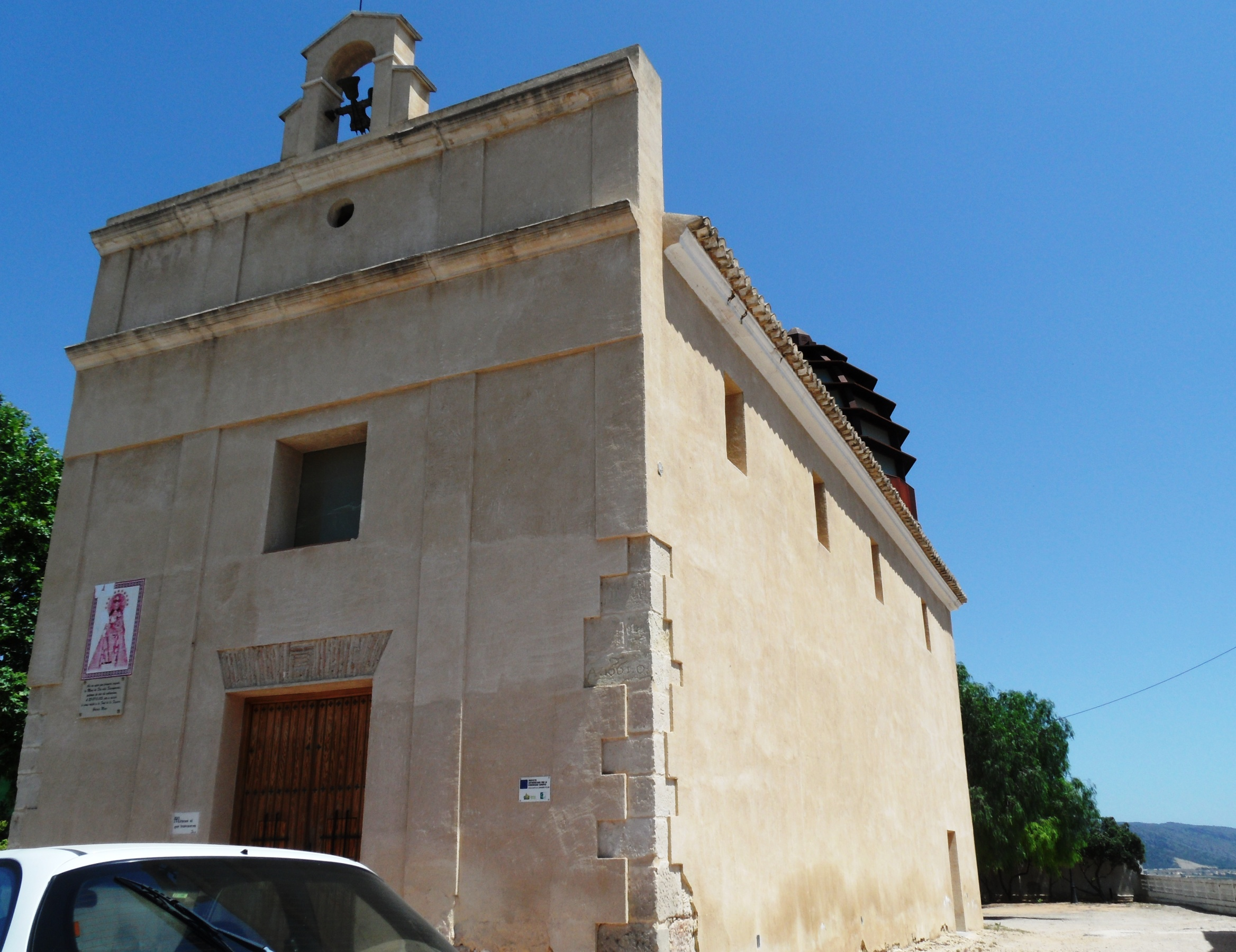
Sebastianuskapelle
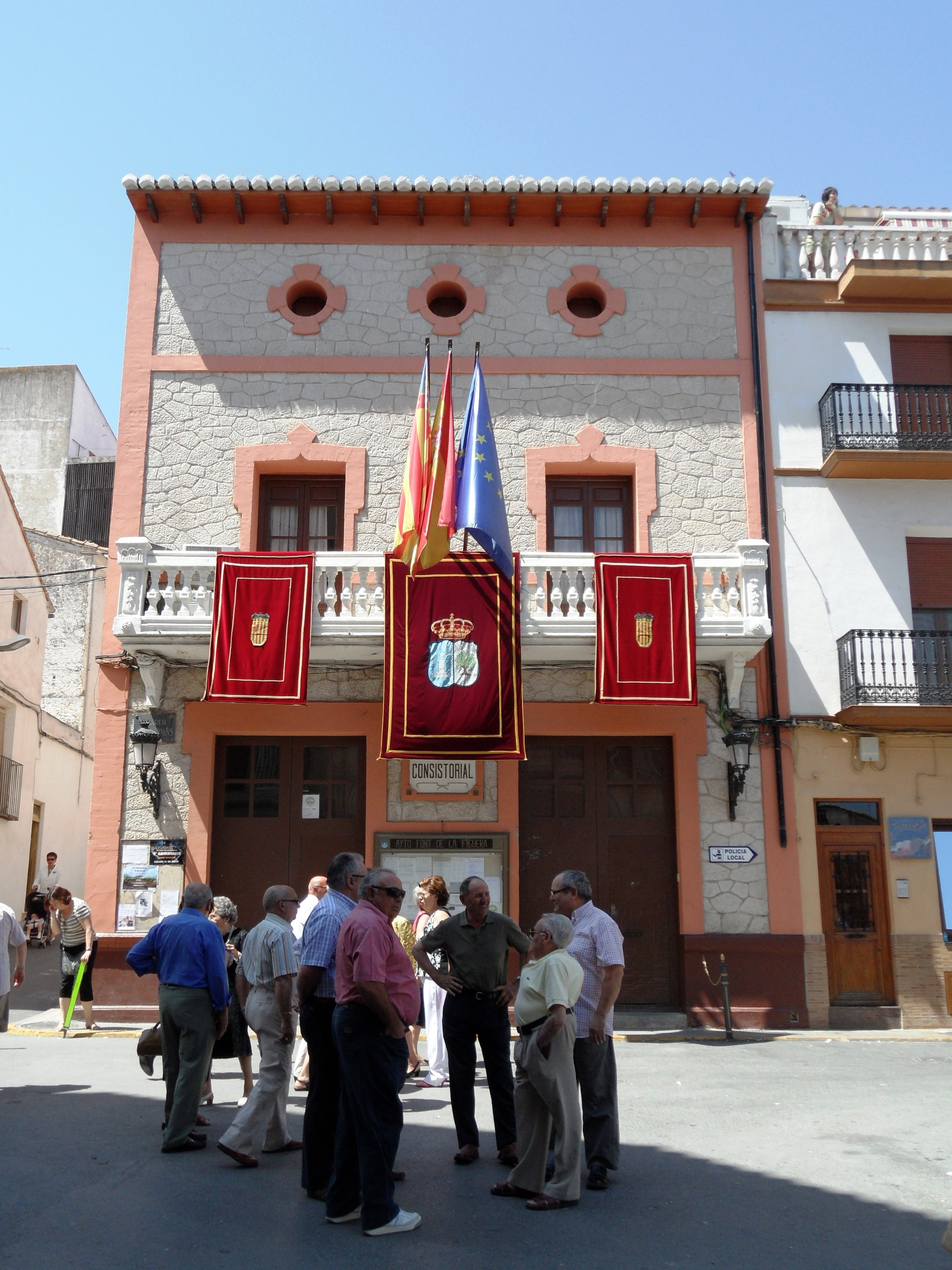
Rathaus

## Persönlichkeiten
- Vicente Juan Masip (um 1500–1579), Maler
- Vicente Rojo Lluch (1894–1966), General der republikanischen Truppen